# Vestergade (København)
 For alternative betydninger, se Vestergade. (Se også artikler, som begynder med Vestergade)
Vestergade er en gade i den Indre By i København, der forbinder Gammeltorv med Vester Voldgade.
Den fredede Obels Gård fra 1797 har adressen Vestergade 2.

## Historie
Vestergade en  ældgammel landsbyvej, som har bevaret landsbygadens bløde S-sving fra den tid, da vejen gik mellem gadekæret midtvejs ned mod Frederiksberggade (mindeplade er opsat på Vestergade 10), og mølledammen i retning Studiestræde. I jordens nederste affaldslag findes ingen spor af stenbygninger; så bebyggelsen har været bulhuse og lerklinede hytter med græstørvtag. Hvor Politikens hus ligger på hjørnet, lå på Holbergs tid "de Veneris boder ved Volden" med "Vester Paradis", beskrevet som "et liderligt spillehus, fuldt af skøger". Vestergades nuværende huse blev bygget omkring 1800 efter den sidste store brand. Faste lovregler regulerede nu facadehøjden efter brandstigernes længde, og husene fik dermed et ensartet præg. For ikke at forstyrre den rolige facadevirkning, er butikkerne anbragte i kældrene. I 1800-tallet tjente Rådhuspladsen som halmtorv, hvor bønderne kom for at sælge halm til byens senge og stalde. I nr 12 på hjørnet af Vestergade og Larsbjørnsstræde fandt man det sidste af gæstgiverierne fra halmtorvets tid, og det hed "Tre Hjorter" (ikke "Tre Hjorte").
Senere blev det danserestauranten "Golddigger", fra 1981 diskoteket "Disc Club". "Tre Hjorter" fungerede også som postdiligencegård, og endestation for de postvogne, som betjente postruterne tværs over Sjælland.
Gaden var oprindeligt hjemsted for flere smedjer, men skiftede senere til at huse en række beværtninger, hvor tilrejsende bønder kunne overnatte og forlyste sig på købs- og salgsture til hovedstaden. I det 19. århundrede kunne man også finde en række tobakshandlere i gaden.

## Beboere
Videnskabsmanden H.C. Ørsted og hans bror, politikeren A.S. Ørsted, havde barndomshjem i gaden.  P.A. Alberti boede i gaden i sine sidste år, efter at have udstået sin straf for underslæb. I et af de første huse på venstre hånd, som nu er borte, skrev Oehlenschläger Guldhornene. I Vestergade 10 boede Danmarks første socialist, Frederik Dreier.

## Eksterne links
- Wikimedia Commons har flere filer relateret til Vestergade (København)
- Beskrivelse Arkiveret 28. august 2008 hos  Wayback Machine, www.pisserenden.com (efter J.E. Janssen og A.M. Thomsen: Nørre Kvarters Krønike. Nørre Compagnie, 1997), hentet 2010-07-17

55°40′38.25″N 12°34′10.57″Ø / 55.6772917°N 12.5696028°Ø